# Якушкины
Якушкины — древний русский дворянский род.
При подаче документов (10 ноября 1686) для внесения рода в Бархатную книгу, была предоставлена родословная роспись Якушкиных.
Род записан в VI часть родословной книги Смоленской губернии.
Ветвью этого рода является дворянский род Якушкиных, записанный по Смоленской губернии. Есть ещё несколько дворянских родов Якушкиных более позднего происхождения.

## Происхождение и история рода
Происходит от шляхтича Фёдора-Яна Ольговича Якушевского, выехавшего (1421) к великому князю Василию II Тёмному и наименованному Фёдором Якушом. Потомки его служили воеводами, стряпчими, стольниками, послами. Яков Иванович был послом в Крыму (1657—1667).

## Описание герба
В щите, имеющем красное поле, изображён золотой Крест, поставленный на серебряной фигуре о трёх зубцах (ср. Радван).
Щит увенчан обыкновенным дворянским шлемом с дворянской на нём короной и тремя страусовыми перьями. Намёт на щите красный, подложенный золотом. Щитодержатели: два воина, имеющие в руках с правой стороны копьё, а с левой щит. Герб рода Якушкиных внесён в Часть 4 Общего гербовника дворянских родов Всероссийской империи, стр. 42.

## Известные представители
- Якушкин Шарап Семёнович — воевода в Сольвычегодске (1605—1607).
- Якушкин Яков Иванович — стольник патриарха Филарета (1627—1629).
- Якушкин Яков Степанович — стольник царицы Прасковьи Фёдоровны (1692).
- Якушкины: Никита Иванович, Игнатий Осипович — московские дворяне (1677—1692)
- Якушкины: Сергей Михайлович, Фёдор и Григорий Сергеевичи — стряпчие (1660—1692).
- Якушкины: Степан и Иван Яковлевичи, Иван Силин — стольники (1682—1692)[3][4].